# 格里望遠鏡

通過格里望遠鏡的光路圖。

格里望遠鏡是蘇格蘭數學家兼天文學家詹姆斯·葛列格里在17世紀設計的一種反射望遠鏡，並於1673年由羅伯特·虎克首度製成。設計的日期早於艾薩克·牛頓在1668年製造出第一架實用的牛頓望遠鏡，但是直到牛頓的第一架反射望遠鏡完成之後五年才製造成功。

## 歷史
格里望遠鏡是以設計者詹姆斯·葛列格里的名字命名的望遠鏡，他於1663年在Optica Promota (光學進展) 上發表了這種設計。相似的理論設計在1632年就已經在博納文圖拉·卡瓦列里 (Lo Specchio Ustorio (On Burning Mirrors), 1632) 和马兰·梅森 (l"Harmonie universalle, 1636) 的文章中被發現。葛列格里因為自己沒有實際製做的技術和沒有找到有光學構造實務的人，因此早期嘗試製造望遠鏡失敗。直到他的設計發表十年之後，才由實驗科學家羅伯特·虎克製造出第一架格里望遠鏡。

## 設計
格里望遠鏡由兩個凹面鏡組成，主鏡 (一個凹的拋物面鏡) 收集光線，並在第二個面鏡 (凹橢圓體) 之前通過焦點反射回主鏡，穿過主鏡中心的洞，然後由儀器底部的末端射出，可以經由目鏡觀看。 
格里的設計允許觀測者站在主鏡的後方，解決了觀測影像的問題。這種設計的望遠鏡呈現正立的影像，使它可以用於地面觀測。它的鏡筒比實際的焦長為短，可以用在長焦距攝影。
雖然這種設計在很大程度上被卡塞格林望遠鏡取代，但因為不需要稜鏡就可以產生正立的影像，因此它依然使用在一些鑑識望遠鏡。 史都華天文台的鏡面實驗室自1985年以來就開始製做大型格里望遠鏡。
在格里的設計，主鏡在次鏡之前創造出實際的影像。這允許視野闌放置在這個位置上，因此來自視場之外的光線不會抵達次鏡。這對太陽望遠鏡而言是一個很大的優勢，視野闌 (格里限度) 可以減少抵達次鏡和後面光學元件的熱量。在 日出衛星上的可見光太陽望遠鏡就是這種設計的一個例子。
對業餘望遠鏡製造者，格里望遠鏡的製造可能比卡塞格林遠鏡要困難些，因為凹面鏡次鏡的福科測試是與主鏡類似，這與卡塞格林遠鏡的凸面次鏡的情況不同。

## 圖集

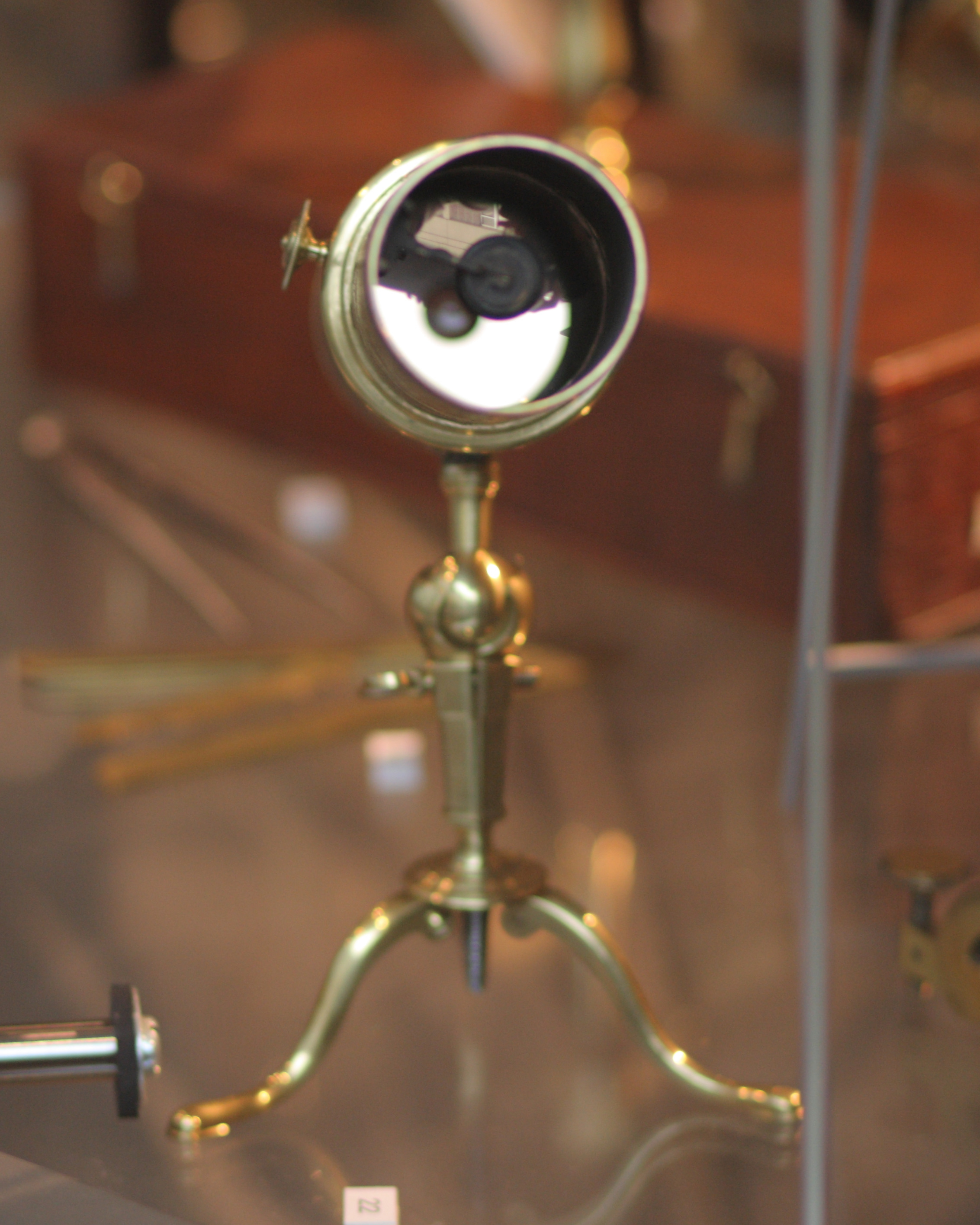
大約是1735年的一架格里望遠鏡。
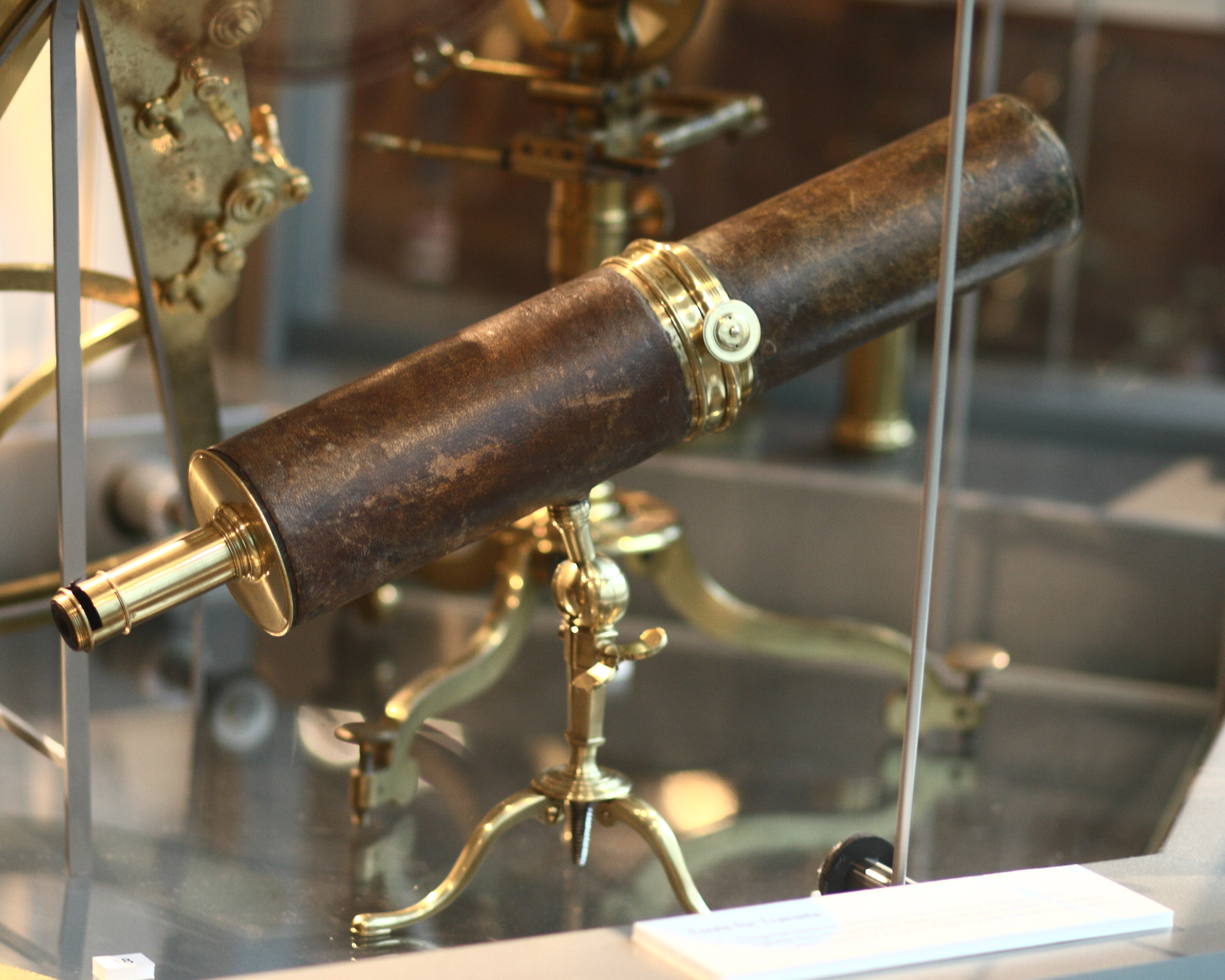
側視圖
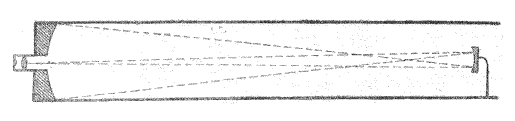
1873年繪製的格里望遠鏡圖。

## 例子
- 綠堤望遠鏡、阿雷西博天文台、和艾倫望遠鏡陣列這些電波望遠鏡都是離軸的格里望遠鏡。
- 梵蒂岡先進技術望遠鏡、麥哲倫望遠鏡、和大雙筒望遠鏡都是使用格里光學。
- 巨型麥哲倫望遠鏡也將使用格里光學。

## 外部連結
- Kenyon College （页面存档备份，存于）
- The Encyclopedia of Astrobiology, Astronomy, and Spaceflight